# Lia Timmermans
Lia (officieel: Cecilia) Timmermans (Lier, 9 augustus 1920 - Oostende, 14 juni 2002) was een Vlaams schrijfster en jeugdschrijfster. Zij was de oudste dochter van Felix Timmermans en was 1ste hofdame van koningin Fabiola van België.

## Biografie
Lia Timmermans promoveerde tot licentiate kunstgeschiedenis en archeologie aan de Katholieke Universiteit Leuven. In 1946 huwde ze met de Oostendse reder Lou Aspeslagh en ging in Oostende wonen. Daar overleed ze in haar woning in 2002. Ze werd begraven op de begraafplaats Stuiverstraat in Oostende. Koningin Fabiola was aanwezig op de uitvaartplechtigheid.
Lia Timmermans was lid van de Scriptoris Catholici en werkend lid van SABAM.

## Publicaties
- Vertelselkens van ons land, 1949.
- Mijn Vader (1951).
- Het kleine boek van Martha (1954).
- De ridder en zijn gade (1956), satire.
- Verloren zomerdag (1959), roman.
- Sabine Mardagas (1963), roman.
- Tante Martha komt (1964), onder pseudoniem Barbara Simmons, met tekeningen van Tonet Timmermans.
- Janneke en Mieke (1963-1967), kinderboekenreeks
- Widdel en Waddel (1968-1972), Kinderboekenreeks.
- Wandelingen in Lier (1986), met tekeningen van Tonet Timmermans.

## Erkenning
- In 1952 kreeg ze de letterkundige prijs der provincie Antwerpen voor haar biografie van Felix Timmermans: Mijn vader.
- 'Sabine Mardagas' kreeg in 1963 de prijs van de Scriptores Catholici.
- In 1966 ontving ze de Referendumprijs voor het Kinderboek voor Janneke en Mieke en het geheimzinnige blauwe duifje.
- Ze werd ereburger van de Stad Oostende.